# Fachos de Machico

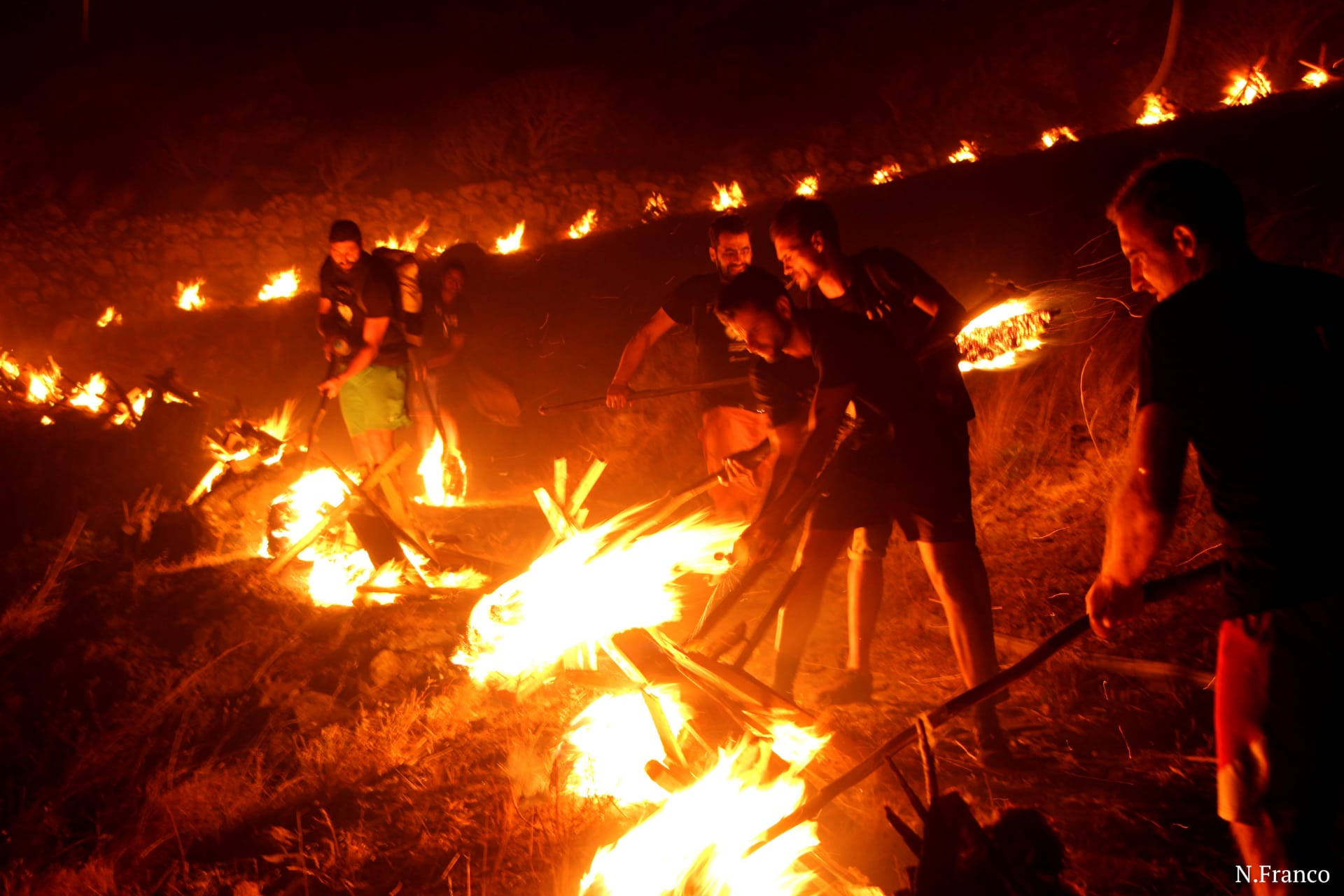
Fachos de Machico

Os Fachos de Machico constituem uma celebração cultural e etnográfica tradicional, enraizada na história e na identidade popular da Freguesia de Machico, na Ilha da Madeira. Esta festa tem as suas origens na utilização de fogueiras e sinais luminosos (fachos) como sistema de alerta para a população, durante os séculos XVI a XVIII, quando a ilha era alvo de ataques por piratas e corsários. Nesta altura, os fachos eram acesos em pontos estratégicos – como o Pico do Facho – para avisar os habitantes e possibilitar a mobilização da defesa comunitária.
Com o passar dos séculos, desapareceu a ameaça pirata. Então, a prática evoluiu para um ritual festivo e simbólico. Desde o início do século XX, os Fachos passaram a ser parte integrante da Festa do Santíssimo Sacramento, realizada no último fim de semana de agosto, ocasião em que as encostas do Vale de Machico são iluminadas por motivos de fogo. Estas eram originalmente feitos com madeira, excrementos de animais e pinhas. No âmbito contemporâneo, estas passaram a ser realizadas com recurso a materiais modernos – como estruturas metálicas e bolas de algodão embebidas em óleo queimado. Estes elementos são dispostos em figuras alegóricas que representam ícones religiosos (custódia, cruzes e cálices), elementos da vida pesqueira (barcos e peixes) e outros símbolos ligados à memória coletiva da comunidade.
O ritual, que envolve também toques de búzio, lançamento de foguetes, não possui conotação política, mas sim um forte carácter comunitário, de celebração da fé e de resgate da memória dos tempos em que os fachos serviram como sistema de proteção. Para muitos machiquenses, a festa representa um ato de gratidão por uma proteção divina atribuída à intervenção que os salvou dos ataques corsários e, hoje, simboliza a preservação do património imaterial da região.
A tradição dos Fachos tem sido alvo de reconhecimento e apoio por parte das instituições locais e de associações culturais, que a promovem como um importante elemento do turismo cultural e da identidade madeirense. Estudos e publicações, como os realizados por autores locais e noticiados em veículos regionais, enfatizam o valor histórico e a singularidade deste ritual, que continua a ser transmitido entre gerações.